# Бирюкович, Пётр Викторович
Бирюкович Петр Викторович (1909—1988) — украинский советский психиатр, медик и педагог.

## Биография
Родился 30 июня 1909 года в селе Капустинцы Пирятинского уезда Полтавской губернии в казацко-крестьянской семье.
После окончания в 1936 году психоневрологического факультета Харьковского медицинского института, Петр Викторович поступил в аспирантуру в Украинский психоневрологический институт. Руководителем диссертации и учителем Петра Викторовича стал выдающийся психиатр и патофизиолог, академик В. П. Протопопов.
После окончания Великой Отечественной войны Петр Викторович работал в институте физиологии им. А. А. Богомольца АН Украины сначала научным сотрудником, а с 1957 года заведующим отделением психиатрии и патологии высшей нервной деятельности.